# Mouvement rural de jeunesse chrétienne
 (décembre 2015).
Le Mouvement rural de jeunesse chrétienne (MRJC) est une association gérée et animée par des jeunes âgés de treize à trente ans, héritière de la Jeunesse agricole catholique (JAC) créée en 1929, en Lorraine et de la Jeunesse agricole catholique des femmes (JACF). 
Les travaux du mouvement tournent principalement autour de questions d'éducation, d'agriculture, de ruralité, d'environnement, d'emploi, de foi mais également de mondialisation, de politique ou encore d'économie.

## Historique

### Les origines: la JAC
La Jeunesse agricole catholique (JAC) est fondée en 1929 par l'abbé Charles Jacques(1900-1939 né à Maixe) du Diocèse de Nancy-Toul. Il va l'appeler JAC (Jeunesse Agricole Catholique), un jeu de mots avec son nom. Le mouvement connait un essor rapide sous l’impulsion de ecclésiastique. 
En 1935, 2 500 jeunes assistent à un premier Conseil national. En 1939 ils sont 25 000 au Vél d’Hiv de Paris. Pendant la guerre, la JAC entre dans la clandestinité. En 1950, la JAC rassemble 50 000 jeunes pour son vingtième anniversaire. En 1954, pour son vingt-cinquième anniversaire, la JAC compte 350 000 jeunes dans tout le pays. Elle est alors à son apogée. Mais la société française des Trente Glorieuses est en pleine mutation : les non-agriculteurs sont de plus en plus nombreux dans les villages, le nombre d'ouvriers ruraux augmente, les jeunes sont scolarisés de plus en plus longtemps, et l'exode rural s'amplifie. Il n'y a plus coïncidence entre réalité agricole et rurale.
La JAC décide de s'adapter à ces nouvelles réalités. À partir de 1961, nait le Mouvement rural de la jeunesse catholique (MRJC) qui regroupe progressivement plusieurs organisations :  
- la Jeunesse agricole catholique (JAC)
- la Jeunesse chrétienne de l'industrie (JCI), ex-Jeunesse rurale ouvrière chrétienne (JROC)
- la Jeunesse chrétienne sanitaire et sociale (JCSS)
- la Jeunesse chrétienne de l'artisanat et du commerce (JCAC).

Parallèlement, la Jeunesse agricole catholique féminine (JACF) suit le même processus et donne naissance à partir de 1963 au Mouvement rural de la jeunesse catholique féminine (MRJCF) par fusion de la JACF, la JROCF, la JCSSF, la JCACF.
Le 16 janvier 1966, le MRJC et le MRJCF fusionnent officiellement et le mouvement devient ainsi mixte sous le seul nom de MRJC.
Le 25 mai 1966, le nom du MRJC est officiellement modifié au Journal officiel : le MRJC est désormais « chrétien » et non plus « catholique ».

### La radicalisation politique et l'ancrage à gauche
La fin des années 1960 est marquée par une radicalisation politique du MRJC. L'idéologie marxiste y progresse, notamment parmi les membres des équipes dirigeantes. Le mouvement de Mai 68 accélère le phénomène. Nombre de militants du MRJC se joignent aux étudiants en révolte. En mars 1969, une session tenue à Jambville réunit une centaine de responsables du MRJC et autant d'aumôniers pour analyser les « rapports de domination et d'exploitation au sein du système capitaliste ». Le MRJC organise également au profit de ses membres et sympathisants des formations au marxisme, en faisant intervenir des intellectuels marxistes comme Gilbert Mury et Henri Lefebvre, et les « dominicains rouges » Paul Blanquart, Jean-Pierre Jossua, Jean-Yves Jolif, favorables aux révolutions chinoise et cubaine, ainsi qu'à la théologie de la libération.
En novembre 1972, une crise interne éclate. L'équipe nationale du MRJC, convertie au maoïsme et proche du Parti communiste marxiste-léniniste de France (PCMLF) interdit par le ministère de l'Intérieur, prône l'action révolutionnaire directe des militants du MRJC, ce qui signifierait la fin du MRJC en tant que mouvement d'Église et sa transformation en organisation révolutionnaire gauchiste. Mais cette stratégie est rejetée par la base qui opte pour un engagement dans les organisations syndicales existantes (CGT, CFDT, etc.) et au sein de l'Union de la Gauche. L'équipe nationale pro-maoïste doit démissionner après un dur conflit. Parallèlement, cette crise interne a déboussolé nombre de sympathisants qui choisissent de s'éloigner du MRJC. En 1976 le MRJC, jadis mouvement de masse, ne compte plus qu'environ 10 000 militants.

Logo de l’association de 1992 à 2009.

À partir des années 1980, les références au marxisme et à la lutte des classes s'estompent peu à peu et laissent place aux discours plus consensuels sur le chômage, le sacré, la scolarité, l'armée, etc. Depuis les années 1990, le MRJC conserve un positionnement malgré tout ancré à gauche.
En novembre 2012, le MRJC prend officiellement position contre le projet d'aéroport du Grand Ouest à Notre-Dame-des-Landes[réf. à confirmer].

### Personnalités issues du MRJC
De nombreux jeunes passés par le MRJC se sont par la suite engagés en politique et dans le syndicalisme agricole. À titre d'exemple : Jean-Marc Ayrault, ancien premier ministre; Jean Besson, sénateur socialiste de la Drôme de 1989 à 2014, Adrien Zeller, ancien président du Conseil régional d'Alsace ; Joseph Daul, président du groupe PPE au Parlement européen, Luc Guyau, président de la FNSEA de 1992 à 2001 ; François Dufour, ancien porte parole de la Confédération paysanne, ancien vice-président d'ATTAC et ancien vice-président (EELV) du Conseil régional de Basse-Normandie ; Dominique Potier, député socialiste de la 5e circonscription de Meurthe-et-Moselle depuis 2012 ; Mathilde Hignet, députée insoumise de la 4e circonscription d'Ille-et-Vilaine.

### Présidence
| JAC         | JAC       | JAC                  | JAC/F       | JAC/F              |
| ----------- | --------- | -------------------- | ----------- | ------------------ |
| 1929 - 1939 | Fondateur | Abbé Charles Jacques |             |                    |
| 1929 – 1930 |           | Jacques Ferté        |             |                    |
| 1930 – 1935 |           | Robert Gravier       |             |                    |
| 1935 – 1939 |           | Léon D’Hem           |             |                    |
| 1939 – 1941 |           | Pierre Lambert       | 1939 – 1943 | Madeleine Allaire  |
| 1941 – 1945 |           | Jean Fribault        | 1943 – 1946 | Ghislaine Aube     |
| 1945 – 1950 |           | Albert Labardin      | 1946 – 1950 | Jeanine Caudrelier |
| 1950 – 1952 |           | Maurice Vinçot       | 1950 – 1952 | Jeanine Maurin     |
| 1952 – 1954 |           | René Raimbault       | 1952 – 1956 | Suzanne Stackler   |
| 1954 – 1955 |           | Jean Dye             | 1952 – 1956 | Suzanne Stackler   |
| 1955 – 1957 |           | Raymond Lacombe      | 1956 – 1958 | Marie-A. Chereau   |
| 1957 – 1961 |           | Louis Sesmat         | 1958 – 1961 | Monique Stervinou  |
| 1961 – 1964 |           | Joseph Bourgeais     | 1961 – 1964 | Odile Tardieu      |
| 1964 – 1965 |           | Michel Bertin        | 1964 – 1967 | Renée Chombart     |
| 1965 – 1967 |           | Jacques Picard       | 1964 – 1967 | Renée Chombart     |

À partir de la fusion entre les mouvements masculin et féminin : 
- 1967 - 1969 : Marie-Thérèse Betty
- 1969 - 1972 : Joachim Lebot
- 1972 - 1973 : Geneviève Bernard
- 1973 - 1974 : J.-F.[évasif] Guianvarc’h
- 1974 - 1977 : Jean-Paul Nicolas
- 1977 - 1979 : Roger Mousseau
- 1979 - 1981 : Denis François
- 1981 - 1983 François Eichholtzer
- 1983 - 1984 : Elisabeth Soulignac
- 1984 - 1986 : Christian Lavergne
- 1986 - 1988 : Philippe Deblock
- 1988 - 1990 : François Bernard
- 1991-1994 : Bernard Vilboux
- 1994-1996 : Pierre Bernard[11]
- 1996-2000 : Marie-Pascale Paulin[12]
- 2000-2003 : Frédéric Delattre[13]
- 2003-2007 : Marie-Pierre Cattet[14]
- 2007-2011 : Audrey Massié[15]
- 2011-2013 : Jérémie Godet[16]
- 2013-2016 : Simon Besnard[17]
- 2016-2018 : Brieuc Guinard[18]
- 2018 : Aline Coutarel (présidente par intérim) [19]
- 2018-2020 : Sonia Basset[20]
- 2020-2023 : Nelly Vallance[21]
- 2023 : Manon Rousselot-Pailley [22]